# Deadpool (jogo eletrônico)
Deadpool é um jogo eletrônico de ação beat 'em up baseado no personagem da Marvel Comics de mesmo nome. O jogo, desenvolvido pela High Moon Studios e publicado pela Activision, foi lançado para Microsoft Windows, PlayStation 3 e Xbox 360 em 25 de Junho de 2013. As versões para PlayStation 4 e Xbox One foram lançadas em 18 de Novembro de 2015. O ex-roteirista de quadrinhos do Deadpool Daniel Way criou o enredo do jogo, e Nolan North dublou o personagem. O jogo recebeu críticas mistas com elementos do enredo e qualidade gráfica elogiados e sua jogabilidade criticada..

## Ligações Externas
- Site oficial do Deadpool
- Site oficial da High Moon Studios
- Deadpool. no IMDb.
- Deadpoll no MobyGames
- Deadpoll (Xbox One e PlayStation 4) no MobyGames